# 第20親衛諸兵科連合軍 (ロシア陸軍)
第20親衛諸兵科連合軍（だい20しんえいしょへいかれんごうぐん、ロシア語: 20-я гвардейская общевойсковая армия）は、ロシア陸軍の軍。モスクワ軍管区隷下。

## 概要

### 第二次世界大戦
1945年3月18日、第二次世界大戦の影響に伴い、赤軍の第4戦車軍としてロシア・ソビエト連邦社会主義共和国で創設された。
同月から独ソ戦に投入され、枢軸国に勝利し、名誉称号「親衛隊」を授与された。

### 冷戦
1946年6月、ハンガリー共和国に移駐し、第4親衛機械化軍に改編された。
1946年10月、部隊縮小に伴い、第4親衛機械化軍団に改編された。
1947年5月、占領軍として東ドイツに移駐した。
1950年3月、部隊増強に伴い、第4親衛機械化軍に改編された。
1957年4月、諸兵科連合部隊化に伴い、第20親衛諸兵科連合軍に改編された。
1968年8月、プラハの春に投入された。
1974年1月、赤旗勲章を授与された。

### ロシア陸軍
1992年12月26日、ソビエト連邦の崩壊とロシアの独立に伴い、創設されたロシア陸軍に編入した。
1994年8月、ヴォロネジ州に移駐し、部隊縮小に伴い、第20親衛軍団に改編された。
1998年、部隊増強に伴い、第20親衛諸兵科連合軍に改編された。

### ロシアのウクライナ侵攻

#### 北東部・ハルキウ戦線
2022年2月24日から、ロシアのウクライナ侵攻では、ロシア・ベルゴロド州から攻勢を開始し、3月上旬までに北東部ハルキウ州クプヤンシク、バラクリヤ、東部ルハーンシク州スヴァトヴェを占領したが、ルガンスク人民共和国から進軍してきた友軍とセヴェロドネツィクで合流する前に撃退された。
2022年2月24日から、第144親衛自動車化狙撃師団が第6諸兵科連合軍と合同でロシア・ベルゴロド州から攻勢を開始し、侵攻初日に北東部ハルキウ州ハルキウ市内中心部まで進軍したが、3日間の市街戦の末に撃退された。
2022年3月、北東部ハルキウ州イジューム地区で攻勢を開始し、第144親衛自動車化狙撃師団が大損害を受け、第3自動車化狙撃師団のイゴール・ニコラエフ第252親衛自動車化狙撃連隊長が戦死したが、4月にイジュームを占領した。並行して第144親衛自動車化狙撃師団がハルキウ攻略も目指していたが、第59親衛戦車連隊が全滅し、アレクサンドル・ベスパロフ連隊長、エゴール・メレシェンコ参謀長が戦死して撃退された。
2022年4月、第3自動車化狙撃師団が第29諸兵科連合軍、第35諸兵科連合軍、第36諸兵科連合軍、第68軍団と合同で攻勢を開始し、6月にドベンケを占領した。占領中に第3自動車化狙撃師団が住民から毒入りのパイやピロシキを振る舞われ、戦死者2人、戦傷者28人の損害を出した。9月上旬にはウクライナ軍が攻勢を開始し、ハルキウ州の大部分を解放されて撤退したが、第144親衛自動車化狙撃師団が友軍の撤退支援で殿を務めてオスコル川の防衛線で大損害を受けた。

#### 東部・北ドネツク戦線
2022年9月、東部ドネツィク州クラマトルシク地区に再配置されていたが、ウクライナ軍の攻勢でリマンに包囲され降伏勧告を無視して抗戦し大損害を出したが、ウラジーミル・プーチン大統領がウクライナ4州の併合を発表すると撤退した。

#### 東部・バフムート戦線
2022年9月下旬、第144親衛自動車化狙撃師団が激戦地の東部ドネツィク州バフムート地区に再配置されたが、度重なる激戦で損耗していたため全滅した。

#### 東部・スヴァトヴェ-クレミンナ戦線
2022年10月、東部ルハーンシク州スヴァトヴェ地区に再配置され、兵員を9月下旬に発表されたばかりの動員兵で充足して再編された。第3自動車化狙撃師団隷下の第252親衛自動車化狙撃連隊がウラジーミル・プーチン大統領が動員兵は後方地域に配置すると発表したにも拘わらず、2週間の新兵訓練後に前線に配置されたことを不服として無断撤退した。他部隊の指揮官に脱走兵と見咎められたが、書類上では部隊はロシアで訓練中となっており、徒歩での撤退を許可されて帰国後に脱走兵として拘束された。2023年6月には第237戦車連隊のデニス・ブヤノフ連隊長が戦死した。
2023年5月、第144親衛自動車化狙撃師団が東部ルハーンシク州セヴェロドネツィク地区に再配置されていたが、第148独立偵察大隊のウラジーミル・アセーエフ大隊長が戦死し、6月には出撃前にクレミンナで第20親衛諸兵科連合軍のスクラブ・アフメドフ司令官の到着を待ち整列していたところをウクライナ軍に砲撃され、死傷者200人の損害を出したとクレムリン系軍事ブロガーのミハイル・ズビンチュクやワグネル・グループが報告した。以後も第59親衛戦車連隊のセルゲイ・ボルスク副連隊長が戦死した。

## 編制
- 第3自動車化狙撃師団（ヴァルイキ）
- 第144親衛自動車化狙撃師団（スモレンスク）
- 第236親衛砲兵旅団（ロシア語版）
- 第448弾道ミサイル旅団（ロシア語版、英語版）
- 第53親衛防空旅団（ロシア語版、英語版）
- 第9親衛統制旅団（ロシア語版）（ヴォロネジ）
- 第16工兵連隊
- 第215独立整備大隊
- 第24独立電子戦大隊

## ギャラリー

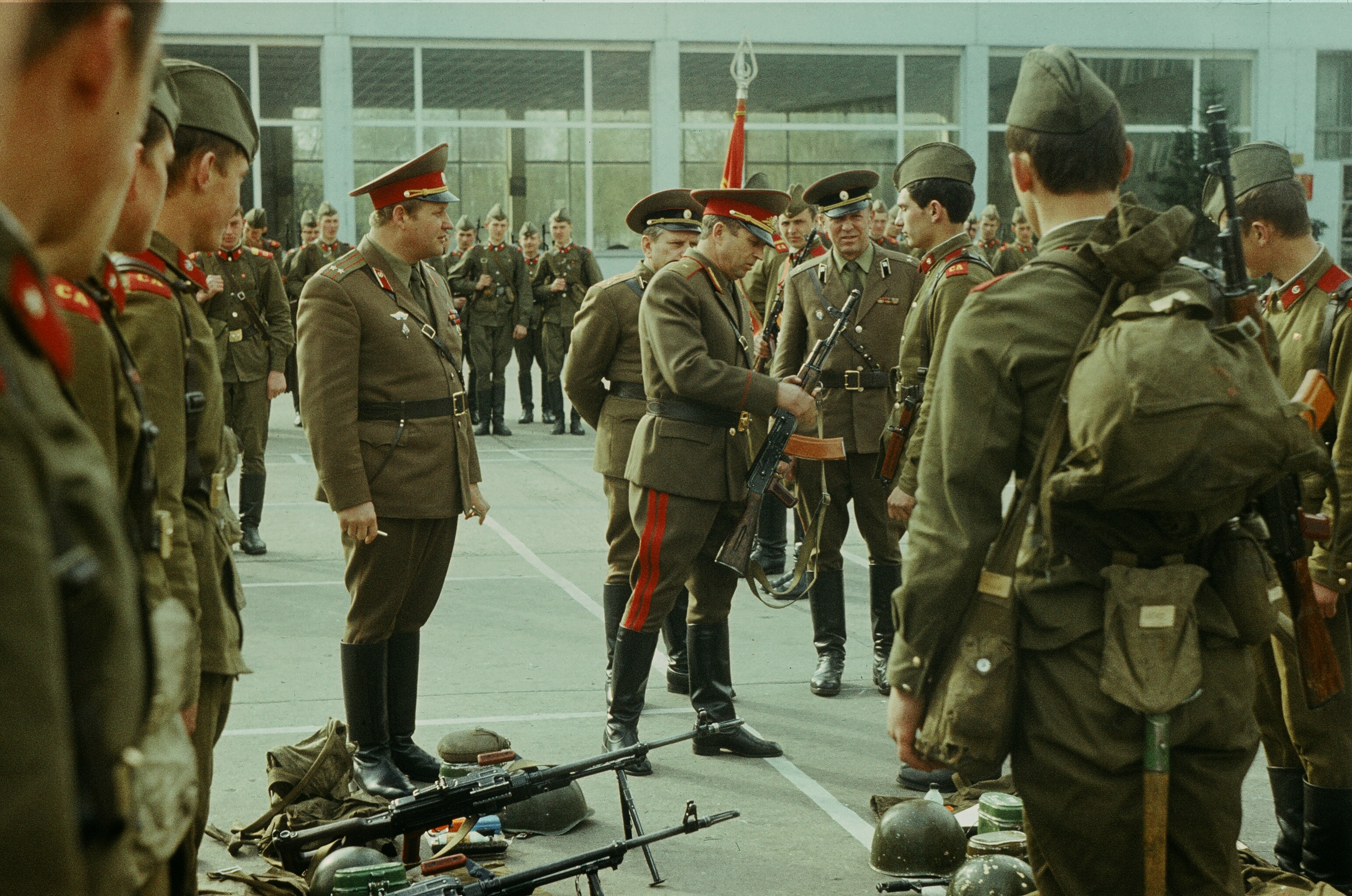
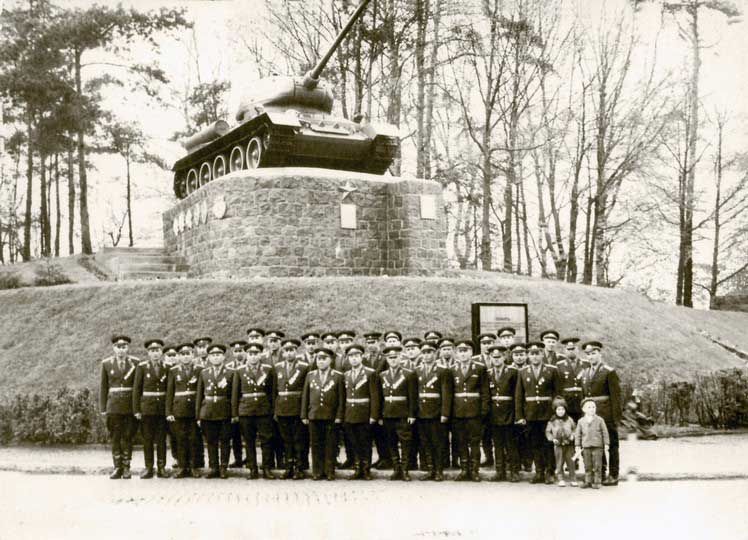
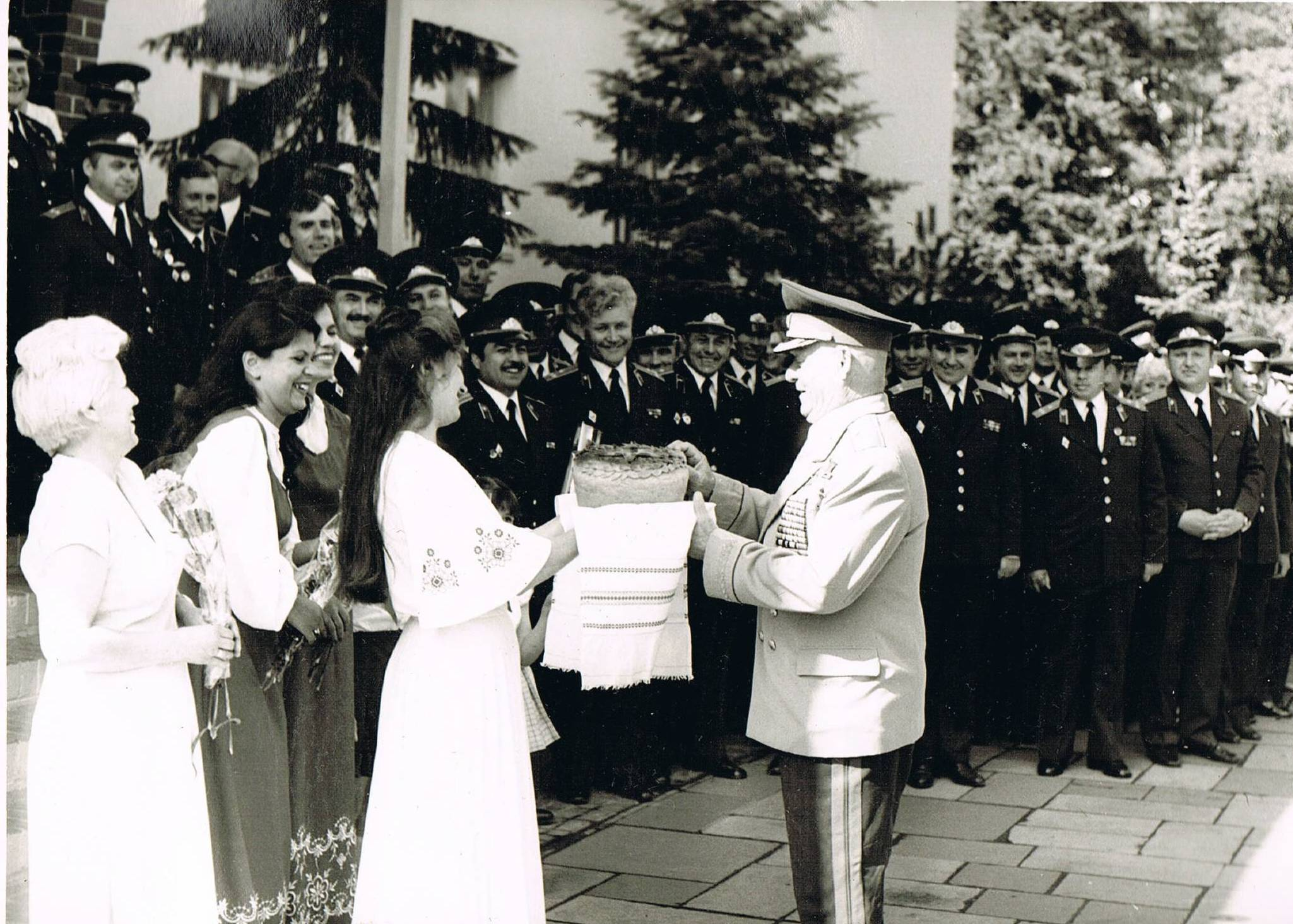
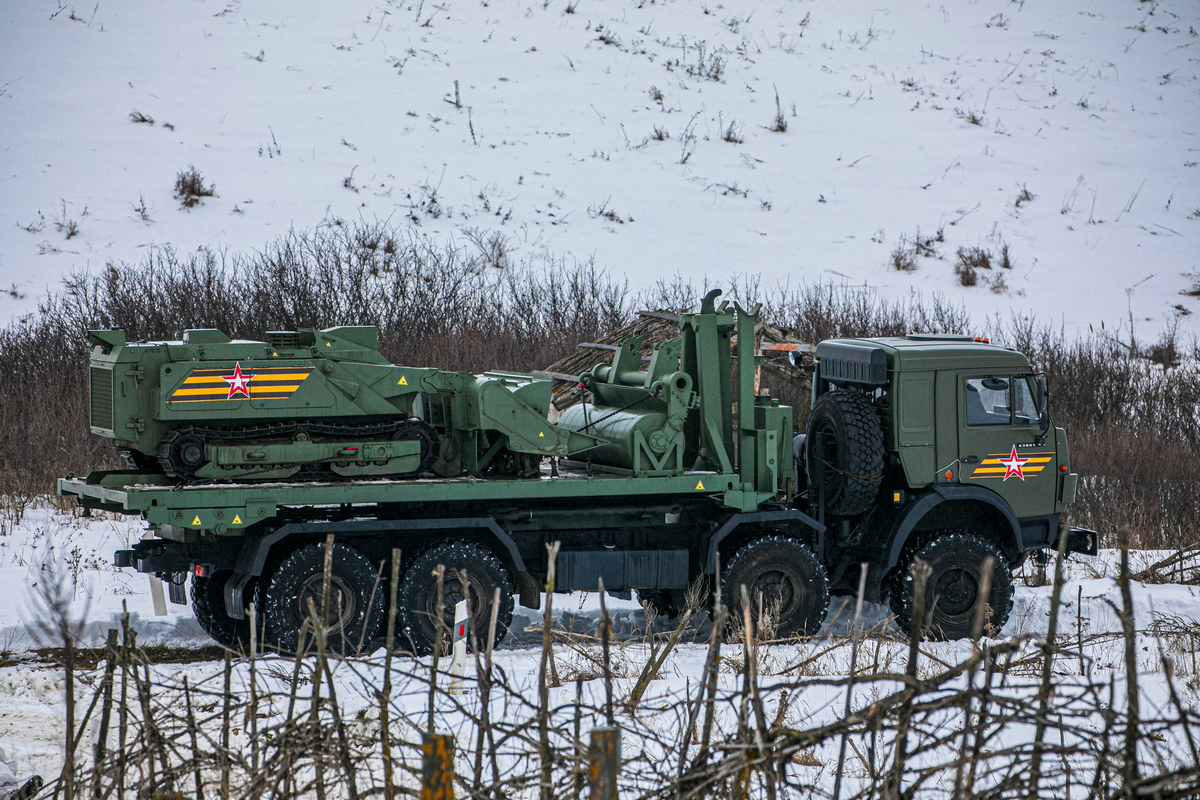

## 著名な出身者
- アリベルト・マカショフ
- アレクサンドル・ポストニコフ
- セルゲイ・スロヴィキン
- パーヴェル・バトフ
- ミハイル・テプリンスキー